# Ізяслав Ярославич
Ізясла́в Яросла́вич (у хрещенні Дмитро; д.-рус. Изѧславь Ӕрославичь; 1024 — 3 жовтня 1078) — руський князь із династії Рюриковичів. Великий князь Київський (1054—1068, 1069—1073, 1077—1078). Князь турівський (1042—1052) і новгородський (1052—1054). Третій син Великого князя Київського Ярослава Мудрого. Зять польського короля Мешка ІІ (з 1043). За батьковим заповітом отримав Київ, а також Новгордську, Турівську і Деревлянську землі. Разом з братами — чернігівським князем Святославом і переяславським князем Всеволодом — утворив тріумвірат, що правив Руссю близько 20 років.
1066 року розбив полоцького князя Всеслава, що претендував на Новгород; 1067 року ув'язнив його у Києві. 1068 року разом із братами зазнав поразки від половців на річці Альта. Внаслідок повстання киян утік до Польщі, після чого повсталі передали місто Всеславу. 1069 року повернув собі Київ за допомоги польського війська Болеслава ІІ. 1073 року вигнаний зі столиці своїм братом Святославом за підтримки Всеволода. Безуспішно шукав допомоги в Польщі та Німеччині. Зблизився із римським папою Григорієм VII, який називав його «королем Русі» і коронував у Римі його сина Ярополка та надав останньому лен святого престолу Руське королівство. Повернувся до Києва після смерті Святослава. Загинув у битві на Ніжатиній ниві, допомагаючи Всеволодові відстояти Чернігівське князівство від претендентів.

## Імена
- Ізясла́в Яросла́вич — традиційне написання в українській історіографії. У «Повісті временних літ» зустрічається різний запис імені (д.-рус. Изѧславь, Ізѧслав, Їзѧслав[5]; по-батькові: д.-рус. Ӕрославичь, Ӕрославличь, Ӕрославицъ).
- Ізясла́в-Дмитро́ Яросла́вич[1] — за хрещеним ім'ям «Дмитро» (Димитрій), наданим на честь святого Дмитра Солунського[6]. У анналах Ламперта Херсфельдського, в листі до німецького короля Генріха IV від 1075 року, Ізяслав називає себе «Demetrius, rex Ruzenorum» (Дмитром, королем Русі). Папа Григорій VII у посланні до Ізяслава від 17 квітня 1075 року звертається до нього так само — «Demetrius, rex Ruscorum»[7][6]. Ім'я «Дмитро» також фігурує на десятках свинцевих печаток Ізяслава із зображенням Дмитра Солунського, зворотній бік яким містить княжий тризуб або декоративну розету[6].

## Біографія

### Турів. Новгород
Ізяслав Ярославич народився 1024 року. Він був третім сином великого князя київського Ярослава Мудрого; другим сином шведської принцеси Інгігерди (Ірини). Його старшими братами були Ілля та Володимир Ярославичі, а молодшими — Святослав, Всеволод, Ігор і В'ячеслав.
1042 року батько надав 18-річному Ізяславу князювати у Турівській землі. Близько 1043 року княжич одружився з Гертрудою, дочкою польського короля Мєшка ІІ.
Після смерті Іллі в 1020 році та Володимира в 1052 році, 28-річний княжич став найстаршим сином Ярослава. Після Володимира він успадкував князівський стіл у Новгородській землі, а після смерті батька Ярослава в 1054 році, згідно з батьківським заповітом, — посів київський престол, разом із Новгородською, Турівською і Деревлянською землями.

### Київське княжіння

Тризуб з печатки Ізяслава.

Ізяслав розділив спадщину із двома молодшими братами — Святославом і Всеволодом, утворивши так званий тріумвірат Ярославичів. Мав проблеми з киянами та печерськими монахами.
З 1065 року Ізяслав вів війну з полоцьким князем Всеславом Брячиславичем, який претендував на Новгородську землю. 1065 року полоцькі війська пограбували Псков, а 1066 року така ж доля спіткала Новгород. 3 березня 1067 року Ізяслав разом із братами Святославом і Всеволодом розбив полоцького князя Всеслава у битві на Немизі. 10 липня того ж року, на князівському з'їзді на річці Орша біля Смоленська, він підступом полонив Всеслава із двома синами, і ув'язнив їх у Києві. Завдяки цьому на короткий час Полоцька земля опинилася в складі великокняжого київського домену.
Після поразки від половців у битві на Альті 1068 року й відмови князя видати киянам зброю, в Києві спалахнуло повстання проти Ізяслава, внаслідок чого йому довелося втекти з міста. Наступного року Ізяслав повернувся з польськими військами й придушив повстання.
Брати знову вигнали Ізяслава з Києва 1073 року і він звернувся до Польщі, куди прибув з «достатком великим». Польський король Болеслав II Сміливий, однак, не тільки не надав родичеві допомоги, але й відібрав більшість багатств, маючи намір скористатися ними у війні з чехами, вигнавши Ізяслава з країни, а з його суперниками, Святославом та Всеволодом, уклав союз.
Ізяслав тоді звернувся за допомогою до німецького імператора Генріха IV і прибув до нього в Майнц. Суперники Ізяслава встигли надіслати в Німеччину золота, срібла і скарбів стільки, що, як зазначив німецький хроніст, ніхто не пам'ятає, щоб колись таке багатство ввозилося в німецьку державу. Цінності ці для Німеччини були дочасу, бо її казна спорожніла… Не знайшовши підтримки, Ізяслав мусив утікати.

### Відносини з Римом

Печатка Ізяслава в 1052—1054 рр.

Втративши Київ удруге, у пошуках допомоги через маркграфа Саксонської східної марки Дедо II, він зав'язав стосунки з ворогом Генріха IV — Папою Римським Григорієм VII. Папа коронував у Римі його сина Ярополка й надав йому його королівство як лен Святого Престолу (папський лист від 17 квітня 1075 року), за якою влада в Києві повинна була належати Ізяславові та його синові Ярополкові. Через три дні після написання цієї булли Папа звернувся з посланням до польського князя Болеслава, в якому картав того за пограбування Ізяслава і закликав допомогти йому (папський лист від 20 квітня 1075 року).
Реалізувати цю спробу закріплення Київської Русі за однією гілкою династії шляхом зміни порядку успадкування не вдалося. Сам Ізяслав не обнародував на Русі цей акт.

### Повернення до Києва
Улітку 1077 за допомогою польських військ Ізяслав повернув собі Київ.

### Загибель

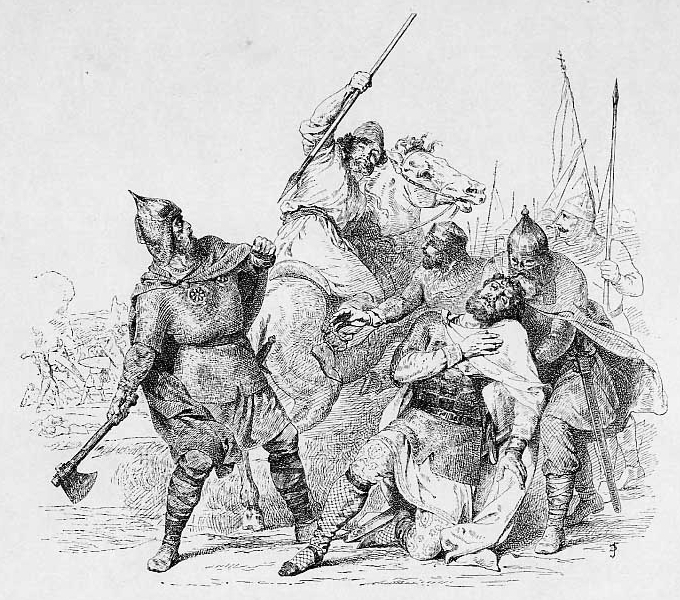
Загибель Ізяслава (Василь Верещагін, 1896)

1078 року Ізяслав Ярославич відгукнувся на прохання молодшого брата, чернігівського князя Всеволода Ярославича, допомогти у війні з князями-ізгоями — Олегом Святославичем та Борисом В'ячеславичем. Останні привели на Русь половців, прагнучи захопити землі своїх покійних батьків — Чернігівщину та Смоленщину. У вересні-жовтні того ж року Ізяслав разом із сином Ярополком, братом Всеволодом і небожем Володимиром Мономахом штурмував бунтівний Чернігів, який 25 серпня перейшов на бік ізгоїв після битви на Сожиці. Довідавшись, що війська Олега і Бориса йдуть на підмогу захисникам, Ярославичі припинили штурм міста і рушили на противника. 3 жовтня 1078 року відбулася Битва на Ніжатиній ниві, в якій київські війська здобули перемогу. Проте Ізяслав, що бився пішим, отримав смертельне поранення у плече й загинув на місці бою. Після битви тіло покійного князя відправили на човнах до Києва і урочисто поховали у мармуровій раці в Десятинній церкві. Загибель великого князя згадується в «Повісті временних літ» і «Слові о полку Ігоревім».
Після смерті Ізяслава київський стіл перейшов до його брата Всеволода, а син Ізяслава, Ярополк став володарювати у Володимирі та Турові.

## Оцінки
- Згідно з літописами Ізяслав був високого зросту і могутньої будови; мав красиве обличчя і лагідний характер. Літописець високо оцінює людські якості князя, незлостивість, а особливо його допомогу брату Всеволоду в 1078 році як жертовний вчинок.

| Іпатський літопис |  | Переклад |
| --- |  | --- |
| бѣ же Изѧславъ. мужь взоромъ красенъ. тѣломъ великомь. незлобивъ нравомь. кривдъı ненавидѧ. любѧ правду. клюкъ же в немь не бѣ. ни льсти. но простъ оумомъ. не воздаӕ зла за зло. колко ѥму створиша Киӕнѣ. самого. въıгнаша. а домъ ег̑ разграбиша. и не възда противу тому зла. аще ли кто дѣеть Киӕнѣ исѣклъ которѣи же высадили Всеслава ис поруба. то сь того не створѣ ни сн҃ъ его. паки же брата своӕ въıгнаста и. и ходи по чюжеи землѣ блудѧ. и сѣдѧщу ему паки на своемь столѣ. Всеволоду пришедшю побѣжену к нему. нареч̑ ему колко подьӕхъ. ѿ ваю зла за зло. но утѣши и рекъ ему. елма же тъı брате мои показа ко мнѣ любовь. оуведе мѧ на столъ мои. нарекъ мѧ старѣиши себе. се ӕзъ не помѧну злобъı первоѣ. тъı мнѣ еси. братъ а ӕ тобѣ. и положю главу свою за тѧ. еже и быс̑. не реч̑ бо ему колко зло створиста мнѣ. и се нн҃ѣ тобѣ сѧ приключи. не реч̑ сего кромѣ мене. но на сѧ переӕ печаль братню. показа любовь велику. свершаӕ ап҃ла гл҃ща оутѣшаите печалныӕ. по истинѣ. аще что створилъ єсть на свѣтѣ семь. етеро согрѣшенье ѿдастьсѧ ему. зане положи главоу свою за брат̑ своего. ни желаӕ болшаӕ части. ни имѣньӕ хотѧ болшаго. но за братню ѡбиду. |  | Був же Ізяслав на вигляд гарний, тілом великий, незлобивий норовом, кривду ненавидів, любив правду. Хитрощів же в нім не було, ні лукавства, а [був] він прямий умом, не воздаючи злом за зло. Скільки ото йому заподіяли кияни! Самого вигнали, а добро його розграбували,— і не воздав він за це злом. Якщо хто каже: «Він киян порубав, котрі ото висадили Всеслава з поруба»,— то не він це зробив, а син його. А тоді оба брати свої вигнали його, і ходив він по чужій землі, блукаючи. А коли знову сидів він на своїм столі [і] прийшов до нього Всеволод, переможений, [то] не сказав він йому: «Скільки зазнав я од вас обох зла!» Не воздає він злом за зло, а втішив його, сказавши йому: «Після того ж, як ти, брате мій, виявив до мене любов, увів мене на стіл мій, назвавши мене старшим од себе, то я не спом'яну колишнього зла. Ти мені єси брат, а я тобі, і положу я голову свою за тебе»,— що й сталося. Не сказав же він йому: «Скільки зла ви мені оба вчинили, а нині се тобі приключилося». Не сказав він: «Се мене не обходить», а взяв він на себе печаль братню, виявив любов велику, діючи за апостолом [Павлом], який говорить: «Утішайте печальних». Воістину, якщо і вчинив він щось на світі сім, який-небудь гріх,— проститься йому, бо положив він голову свою за брата свойого, ані прагнучи більшої частки, ані майна хотячи більшого, а за братню обиду. |

- На думку українського історика Миколи Котляра князь Ізяслав був непопулярним правителем серед киян. Не маючи здібностей до державного управління та енергії батька Ярослава Мудрого, він не зумів стати єдиновладним главою Київської Русі[4].

## Портрети

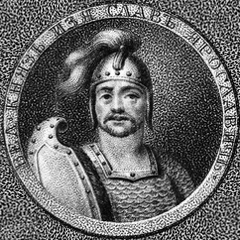
Ізяслав І (Вільям Тук, «Історія Росії», 1800)
Ізяслав Ярославич (невідомо, ХІХ ст.)
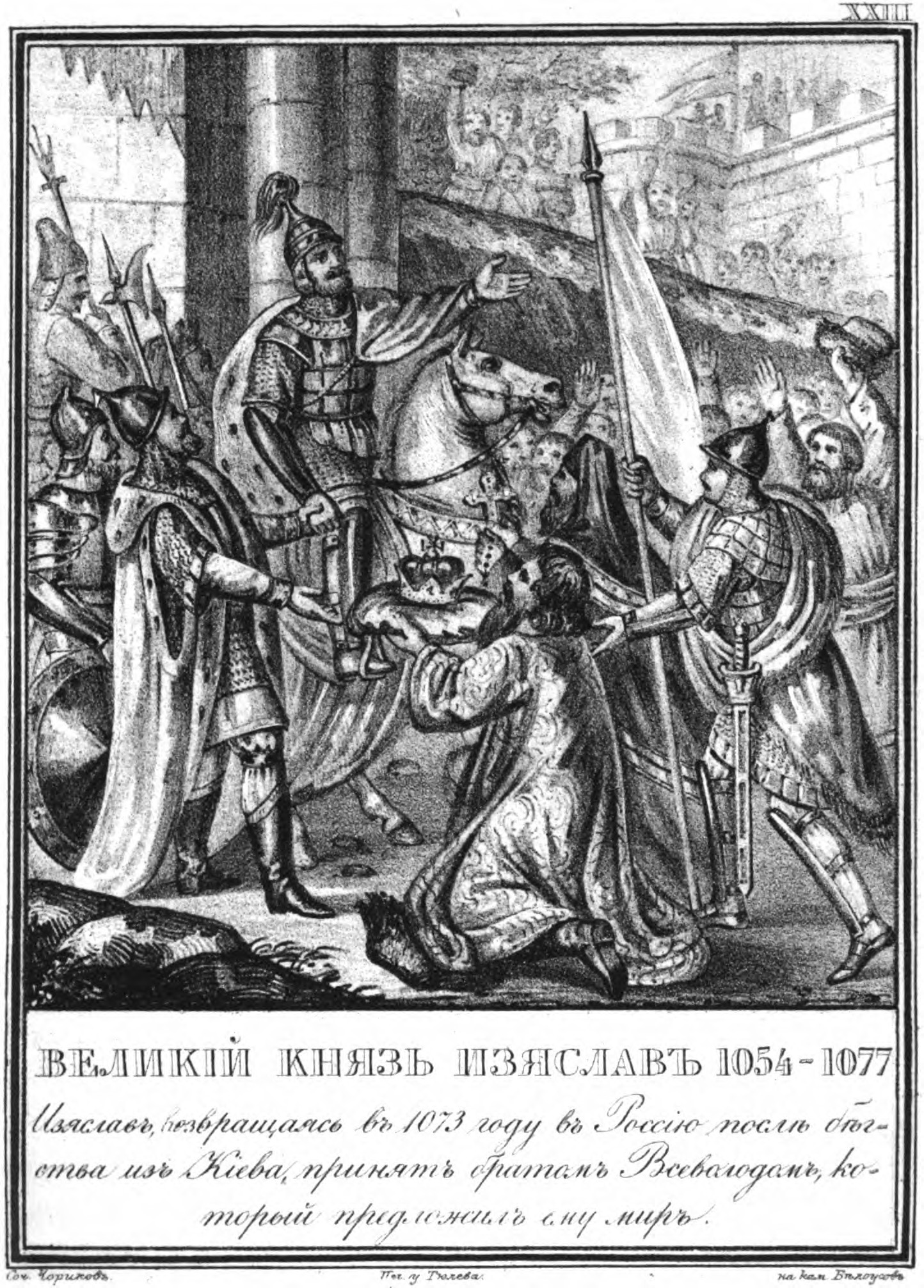
Ізяслав («Живописный Карамзин», 1836)

## Родина
- Батько: Ярослав Мудрий — великий князь київський
- Матір: Інгігерда — донька шведського короля Улофа III Шетконунга.
- Брати:
  - Святослав Ярославич — великий князь київський (1073—1076).
  - Всеволод Ярославич — великий князь київський (1076—1077, 1078—1093).
- Дружина (з 1042): Гертруда Польська (Олісава) — донька польського короля Мешка II В'ялого з династії П'ястів[1][19].

по смерті чоловіка жила в сина Ярополка на Волині, потім у другого сина Святополка в Турові. Разом із Святополком повернулася до Києва, де й померла 4 січня 1107 року у віці близько 80 років. На стіні святої Софії в Києві знайдено її графіті: «Господи помози рабі своєй Олісаві Святополчі матері, руський княгині.»
- Сини:
  - Мстислав Ізяславич
  - Ярополк Ізяславич
  - Святополк Ізяславич
- Донька: Євдокія Ізяславівіна

## Родовід
|  |                                               |  |  |  |  |  |  |  |  |  |  |  |  |  |  |  |
|  | 8. Святослав, великий князь київський         |  |  |  |  |  |  |  |  |  |  |  |  |  |  |  |
|  |                                               |  |  |  |  |  |  |  |  |  |  |  |  |  |  |  |
|  |                                               |  |  |  |  |  |  |  |  |  |  |  |  |  |  |  |
|  | 4. Володимир, великий князь київський         |  |  |  |  |  |  |  |  |  |  |  |  |  |  |  |
|  |                                               |  |  |  |  |  |  |  |  |  |  |  |  |  |  |  |
|  |                                               |  |  |  |  |  |  |  |  |  |  |  |  |  |  |  |
|  | 9. Малуша, ключниця                           |  |  |  |  |  |  |  |  |  |  |  |  |  |  |  |
|  |                                               |  |  |  |  |  |  |  |  |  |  |  |  |  |  |  |
|  |                                               |  |  |  |  |  |  |  |  |  |  |  |  |  |  |  |
|  | 2. Ярослав Мудрий, великий князь київський    |  |  |  |  |  |  |  |  |  |  |  |  |  |  |  |
|  |                                               |  |  |  |  |  |  |  |  |  |  |  |  |  |  |  |
|  |                                               |  |  |  |  |  |  |  |  |  |  |  |  |  |  |  |
|  | 10. Рогволод, князь полоцький                 |  |  |  |  |  |  |  |  |  |  |  |  |  |  |  |
|  |                                               |  |  |  |  |  |  |  |  |  |  |  |  |  |  |  |
|  |                                               |  |  |  |  |  |  |  |  |  |  |  |  |  |  |  |
|  | 5. Рогніда, княжна полоцька                   |  |  |  |  |  |  |  |  |  |  |  |  |  |  |  |
|  |                                               |  |  |  |  |  |  |  |  |  |  |  |  |  |  |  |
|  |                                               |  |  |  |  |  |  |  |  |  |  |  |  |  |  |  |
|  | 1. Ізяслав Ярославич, великий князь київський |  |  |  |  |  |  |  |  |  |  |  |  |  |  |  |
|  |                                               |  |  |  |  |  |  |  |  |  |  |  |  |  |  |  |
|  |                                               |  |  |  |  |  |  |  |  |  |  |  |  |  |  |  |
|  | 12. Ерік VI Переможець, король Швеції         |  |  |  |  |  |  |  |  |  |  |  |  |  |  |  |
|  |                                               |  |  |  |  |  |  |  |  |  |  |  |  |  |  |  |
|  |                                               |  |  |  |  |  |  |  |  |  |  |  |  |  |  |  |
|  | 6. Улоф III Шетконунг, король Швеції          |  |  |  |  |  |  |  |  |  |  |  |  |  |  |  |
|  |                                               |  |  |  |  |  |  |  |  |  |  |  |  |  |  |  |
|  |                                               |  |  |  |  |  |  |  |  |  |  |  |  |  |  |  |
|  | 13. Сігрід Горда, княжна польська (?)         |  |  |  |  |  |  |  |  |  |  |  |  |  |  |  |
|  |                                               |  |  |  |  |  |  |  |  |  |  |  |  |  |  |  |
|  |                                               |  |  |  |  |  |  |  |  |  |  |  |  |  |  |  |
|  | 3. Інгігерда, принцеса шведська               |  |  |  |  |  |  |  |  |  |  |  |  |  |  |  |
|  |                                               |  |  |  |  |  |  |  |  |  |  |  |  |  |  |  |
|  |                                               |  |  |  |  |  |  |  |  |  |  |  |  |  |  |  |
|  | 14. Мечеслава III, князь ободритів            |  |  |  |  |  |  |  |  |  |  |  |  |  |  |  |
|  |                                               |  |  |  |  |  |  |  |  |  |  |  |  |  |  |  |
|  |                                               |  |  |  |  |  |  |  |  |  |  |  |  |  |  |  |
|  | 7. Астрід Ободритська                         |  |  |  |  |  |  |  |  |  |  |  |  |  |  |  |
|  |                                               |  |  |  |  |  |  |  |  |  |  |  |  |  |  |  |
|  |                                               |  |  |  |  |  |  |  |  |  |  |  |  |  |  |  |